# ماجيك (برمجيات)

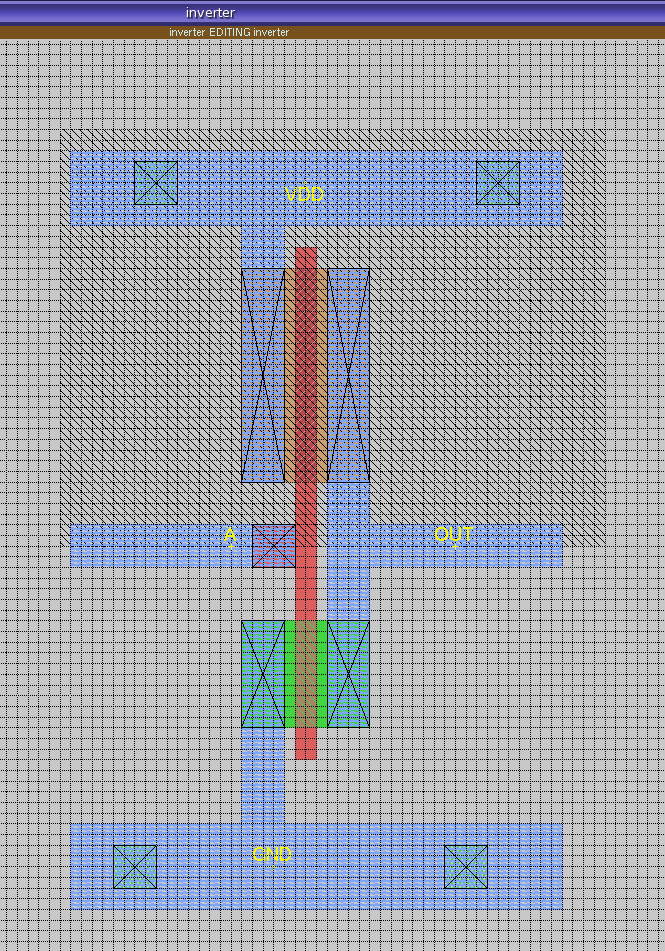
تصميم لدائرة «تكامل وسيع النطاق» VLSI لدائرة عاكس منطقي باستخدام برنامج ماجيك.

ماجيك أو السحر (بالإنجليزية: Magic) هو برنامج أو أداة تخطيط لأتمتة التصاميم الإلكترونية (EDA) للداوائر المتكاملة (IC) ذات التكامل واسع النطاق (VLSI) والتي كتبها في الأصل أستاذ علم الحاسوب «جون أوسترهوت» وطلابه المتخرجين في جامعة كاليفورنيا بيركلي . بدأ العمل في المشروع في فبراير 1983. تم تشغيل إصدار بدائي بحلول أبريل 1983،  حيث كان يعانى جوان بيندلتون وشينج كونج ومصممو الرقائق الطلاب الخريجون الآخرون من العديد من المشاكل في التصميم، فكان البرنامج لتلبية احتياجاتهم في تصميم شريحة وحدة المعالجة المركزية SOAR، وهي متابعة لـ Berkeley RISC .
البرنامج حر ومفتوح المصدر وخاضع لمتطلبات ترخيص BSD ، لا يزال Magic يحظى بشعبية كبيرة لأنه سهل الاستخدام وسهل التوسيع للمهام المتخصصة.